# 황농문
황농문은 대한민국의 재료공학자이자 작가이다. 윤덕용 교수의 엄격한 지도를 받았다.
몰입에 대한 책을 써서 유명해졌다.

## 가족
파인만의 물리학 강의를 한국어로 번역 출판한 승산출판사 대표 황승기가 그의 형이다.

## 수상
- SNU Awards  학술연구교육상(교육부문) 2020년[5]

## 학력
- 서울대학교 금속공학과 학사
- 한국과학기술원 석사
- 한국과학기술원 박사

## 저서
- 몰입 (2007)
- 몰입 확장판 (2024)
- 몰입 영어 (2018)